# 1835 en Italie
Chronologie de l'Italie
- 1831
- 1832
- 1833
- 1834
- 1835
- 1836
- 1837
- 1838
- 1839

## Événements
- 8 septembre : Giuseppe Garibaldi part de Marseille pour le Brésil[1].

## Culture

### Littérature

#### Livres parus en 1835
- Canti (Chants), recueil de poésies de Giacomo Leopardi.

### Musique

#### Opéras créés en 1835
- 24 janvier : I puritani (en français : Les Puritains), opéra en trois actes de Vincenzo Bellini, sur un livret de Carlo Pepoli[2], créé  au Théâtre-Italien de Paris[2].
- 18 août : Telemaco Signorini, peintre italien († 10 février 1901).

## Naissances en 1835
- 23 février : Bernardo Celentano, peintre italien († 28 juillet 1863).
- 25 février : Michele Cammarano, peintre italien († 15 septembre 1920).

- 20 juillet : Giuseppe Benassai, peintre et enseignant italien († 5 décembre 1878).
- 26 décembre : Giovanni Canestrini, naturaliste italien († 14 février 1900).

## Décès en 1835
- 22 juillet : Vitale Sala, 32 ans, peintre. (° 17 avril 1803)
- 23 septembre : Vincenzo Bellini, 33 ans, compositeur de la période romantique, dont les opéras — notamment La sonnambula (1831), Norma (1831) et I puritani (1835) — sont parmi les plus joués du répertoire lyrique. (° 3 novembre 1801)